# クライム・ゲーム
『クライム・ゲーム』（原題：No Sudden Move）は2021年に配信されたアメリカ合衆国のスリラー映画である。監督はスティーヴン・ソダーバーグ、主演はドン・チードルが務めた。なお、本作はクレイグ・グラントの遺作となった。

## 概略
1950年代のデトロイト。黒人ギャングのカート・ゴインズは街を離れたがっていたが、そのための金を工面できずにいた。そんなカートの下に、ダグ・ジョーンズと名乗る人物から「会計事務所の金庫からある書類を盗み出してほしい」という依頼が舞い込んできた。オファーを快諾したカートが指定の場所に向かうと、そこには見知らぬギャングであるロナルドとチャーリーがいた。2人もまたダグに雇われたのだという。その後、3人は会計士のマットの家に押し入り、家族を人質にして金庫を開錠するよう迫った。必死の思いで金庫を開けたマットだったが、そこには何も入っていなかった。
3人は偽の文書をダグに渡すことに決め、マットを連れて彼の自宅に戻った。その直後、チャーリーは突然銃を手に取り、マットとその家族を皆殺しにしようとした。カートとロナルドには大量殺人に加担する気はなかったため、やむなくチャーリーを射殺した。ここに至り、2人は「たかが文書ごときで人殺しをするなんておかしい。俺たちは何かヤバい案件に関わってしまったのではないか」と思い始めたが、時すでに遅かった。実は、その文書にはデトロイトの根幹を揺るがすような情報が書かれており、裏社会どころか、表社会をも巻き込む形で文書の争奪戦が展開されていたのである。

## キャスト
※括弧内は日本語吹替。
- カート・ゴインズ：ドン・チードル（姫野惠二）

黒人ギャング。
- ロナルド・ルッソ：ベニチオ・デル・トロ（山路和弘）

ギャング。
- マット・ワーツ：デヴィッド・ハーバー（小形満）

会計士。
- メアリー・ワーツ：エイミー・サイメッツ
- ジョー・フィニー刑事：ジョン・ハム（大泊貴揮）
- フランク・カペリ：レイ・リオッタ（平林剛）
- チャーリー：キーラン・カルキン（坂田明寛）

ギャング。
- マシュー・ワーツ・Jr：ノア・ジュープ
- ダグ・ジョーンズ：ブレンダン・フレイザー（山口恵）

謎の男。
- アルドリック・ワトキンス：ビル・デューク
- ヴァネッサ・カペリ：ジュリア・フォックス
- ポーラ・コール：フランキー・ショウ
- マイク・ローウェン：マット・デイモン（内田夕夜）
- ジミー：クレイグ・グラント
- モーリス：バイロン・バワーズ
- メル・フォーバート：ヒュー・マグワイア

## 製作
2019年11月19日、スティーヴン・ソダーバーグ監督の新作映画『Kill Switch』にドン・チードル、ジョシュ・ブローリン、セバスチャン・スタン、ジョン・シナが出演することになったとの報道があった。2020年3月3日、ジョン・ハムとセドリック・ジ・エンターテイナーが本作の出演交渉に臨んでおり（結局、後者との交渉は不首尾に終わった）、また、ブローリンがスケジュールの都合で降板することになったと報じられた。5月19日、ベニチオ・デル・トロ、フランキー・ショウ、エイミー・サイメッツ、レイ・リオッタ、ジョージ・クルーニーの起用が発表された。
本作の主要撮影は2020年4月1日に始まる予定だったが、コロナ禍のために延期を余儀なくされた。その結果、スタン、クルーニー、シナらが企画を離脱することになる一方、デヴィッド・ハーバー、キーラン・カルキン、ブレンダン・フレイザー、ノア・ジュープが新たに起用されることになった。その際、タイトルも『Kill Switch』から『No Sudden Move』に変更されることになった。10月27日、マット・デイモンが本作にカメオ出演することになったと報じられた。

### 撮影・音楽
本作の主要撮影は2020年9月28日にデトロイトで始まり、同年11月12日に終了した。
2021年5月24日、デヴィッド・ホームズが本作で使用される楽曲を手掛けるとの報道があった。7月2日、ウォータータワー・ミュージックが本作のサウンドトラックを発売した。

## 公開・マーケティング
2021年5月20日、本作のティーザー映像が初めて公開された。6月8日、本作のオフィシャル・トレイラーが公開された。18日、本作はトライベッカ映画祭でプレミア上映された。

## 評価
本作は批評家から高く評価されている。映画批評集積サイトのRotten Tomatoesには58件のレビューがあり、批評家支持率は88%、平均点は10点満点で7.6点となっている。サイト側による批評家の見解の要約は「『クライム・ゲーム』はスティーヴン・ソダーバーグ監督のキャリアベストとは言えないかもしれない。しかし、監督はでケイパー映画というお得意のジャンルに戻り、名優たちの才能を最大限に活かした作品を作り上げた。」となっている。また、Metacriticには26件のレビューがあり、加重平均値は77/100となっている.